# 二氯化镱
二氯化镱 (化学式：YbCl2) 是一种无机化合物。 在1929 年，二氯化镱首次由 W. K. Klemm 和 W. Schuth制备。他们制备二氯化镱的方法是用氢气还原 YbCl3。
2 YbCl3 + H2 → 2 YbCl2 + 2 HCl
和其它二价镱化合物一样，它是一种强还原剂。 它在水中不稳定，会还原水并发出氢气。